# Antonio Maria Zaccaria
Antonio Maria Zaccaria, född 1502 i Cremona, död 5 juli 1539 i Cremona, var en italiensk romersk-katolsk präst, läkare och grundare av Sankt Paulus regularklerker, även känd som Barnabitorden. Han vördas som helgon inom Romersk-katolska kyrkan, med festdag den 5 juli.

## Biografi
Antonio slutförde sin doktorsexamen i medicin vid Universitetet i Padua år 1524. Därefter tjänstgjorde han i sjukhuset i Cremona i tre år. Han studerade även teologi och prästvigdes år 1528 och skickades av prästseminariet för tjänstgöring i Milano. Det var i Milano som Zaccaria influerad av sin biktfader grundade Barnabitorden år 1530.
I Barnabitorden ägnade sig Zaccaria åt predikan och välgörenhetsarbete bland befolkningen i Milano. Orden godkändes av påve Clemens VII år 1533. Zaccaria grundade också en liknande orden för kvinnor som fick namnet Sankt Paulus angelikaler och godkändes av påve Paulus III år 1535. De båda ordnarna ägnade sig åt mission och utbildning i Milano med omnejd. Deras undervisning baserades på aposteln Sankt Paulus lära.
I slutet av sitt liv ägnade sig Zaccaria åt att försäkra sig om att Barnabitorden skulle få residera i Sankt Barnabas kyrka i Milano, därav namnet på orden.

## Bilder
| - Helige Antonio Maria Zaccarias reliker i kyrkan San Barnaba i Milano. |

### Webbkällor
- ”St. Antonio Maria Zaccaria”. Catholic Encyclopedia. New Advent. http://www.newadvent.org/cathen/01588a.htm. Läst 5 juli 2017.
- ”Saint Antonio Maria Zaccaria | Italian priest” (på engelska). Encyclopedia Britannica. 29 januari 1999. https://www.britannica.com/biography/Saint-Antonio-Maria-Zaccaria. Läst 5 juli 2017.
- ”Sant'Antonio Maria Zaccaria, sacerdote”. Santi e Beati. http://www.santiebeati.it/dettaglio/28100. Läst 5 juli 2017.